# 硫化窒素
硫化窒素（りゅうかちっそ、nitrogen sulfide）は硫黄と窒素からなる無機化合物で、組成が異なるものが数種類存在する。硫黄原子が陽性で窒素が陰性であることから窒化硫黄とも呼ばれている。

## 四硫化四窒素
化学式 S4N4。常温では明るい橙黄色の結晶。サーモクロミズムを示し、−30 ℃ では黄色、100 ℃ では橙赤色になる。
- 密度: 2.22 (15 ℃)
- 生成熱: −138.8 kcal/mol
- 単斜晶系結晶、空間群: C2h
- 双極子モーメント:　0.72 D（ベンゼン溶液、30 ℃）
- 反磁性、磁化率: χM -102 × 10−6 emu
- 水に不溶
- 溶解度:二硫化炭素 13.19 g/L (30 ℃)、ベンゼン 8.69 g/L (30 ℃)、エタノール 1.05 g/L (20 ℃)、ジオキサン 0.018 mol/mol (18 ℃)

エーテル中ではエタノールに対するものと近い溶解度になる。液体二酸化硫黄には分解せずに溶解する。
1837年にスーベイラン (Soubeiran) が二塩化硫黄のベンゼン溶液にアンモニアを通じることで初めて合成した。
{\displaystyle {\ce {6SCl2 + 16NH3 -> N4S4 + 2S + 12NH4Cl}}}
二塩化硫黄の四塩化炭素溶液に塩素を加え、アンモニアを通しても生ずる。
{\displaystyle {\ce {4SCl2 + 16NH3 + 2Cl2 -> S4N4 + 12NH4Cl}}}
二塩化二硫黄の二硫化炭素溶液にアンモニアを作用させてもできる。
{\displaystyle {\ce {6S2Cl2 + 16NH3 -> N4S4 + 8S + 12NH4Cl}}}
平面ではなく舟型の立体構造を持つ。N−S 間の結合距離は 1.62 Å であり、単結合と二重結合の中間の長さとなっている。S−N−S 結合角は 113°、N−S−N 結合角は 105°である。

### 反応
ヨウ化水素と以下のような反応
{\displaystyle {\ce {N4S4 + 12HI -> 4S + 4NH3 + 6I2}}}
を起こすことから硫黄の酸化数は +3 とされている。
生成熱が 128.8 kcal/mol と大きく、大変不安定で加熱や衝撃で容易に爆発する。
{\displaystyle {\ce {N4S4->{2N2}+{4S}+128{\it {kcal}}}}}
希アルカリ水溶液では以下のように加水分解する。
{\displaystyle {\ce {{2S4N4}+{6OH^{-}}+9H2O->{S2O3^{2-}}+{2S3O6^{2-}}+8NH3}}}
濃アルカリでは
{\displaystyle {\ce {{N4S4}+{6OH^{-}}+3H2O->{2SO3^{2-}}+{S2O3^{2-}}+4NH3}}}
のように分解する。
液体アンモニア中で、付加物 N4S4・2NH3を生じる。塩酸または二塩化二硫黄と反応してチオ塩化チアジルを生じる。
塩化スズ(II) で還元されて四イミド四硫黄 S4N4H4 となる。ハロゲン、三酸化硫黄、フッ化ホウ素、塩化チタン(IV)、塩化アンチモン(V)、塩化スズ(IV) と付加物を形成する。また、二酸化窒素により酸化されてピロ硫酸ニトロシル (NO)2S2O7 を生じる。
ヘプタンまたはメタノール溶液中での紫外吸収スペクトルは 260 nm に吸収極大を持つ。
過酸化物や硝酸塩、塩素酸塩などの酸化剤と混合したものは雷管に装填するのに使われたことがある。

## 二硫化二窒素
化学式 S=N-S+=N−。四硫化四窒素を真空中で 300 ℃ に加熱すると生じる。

## 四硫化二窒素
化学式 S4N2。四硫化四窒素を硫黄とともに二硫化炭素中で混合させてオートクレーブ中 110 ℃ に加熱すると生じる。

## 硫化窒素重合体
二硫化二窒素を真空中で長時間放置すると生じる。